# M/T Porozina
M/T Porozina bio je trajekt za lokalne linije u sastavu flote hrvatskog brodara Jadrolinije. Izgrađen je 1971. u Norveškoj, za potrebe norveškog naručitelja. U floti tog naručitelja Porozina je bila do 1991., kada trajekt kupuje druga norveška tvrtka. Kod oba vlasnika trajekt je zadržao tadašnje ime Esefjord. 1993. trajekt kupuje Jadrolinija i priključuje ga svojoj floti. Izrezan je u Aliagi.
M/T Porozina je kapaciteta 300 putnika i 45 automobila.

## Vanjske poveznice
|  | Zajednički poslužitelj ima još gradiva o temi M/T Porozina |